# Чириково (деревня, поселение Клёновское)
Чириково — деревня в Троицком административном округе Москвы (до 1 июля 2012 года в составе Подольского района Московской области). Входит в состав поселения Клёновское.

## Население
| 1859 | 1890 | 1899 | 1926 | 2002 | 2006 | 2010 |
| ---- | ---- | ---- | ---- | ---- | ---- | ---- |
| 230  | ↘152 | ↘124 | ↗158 | ↘13  | ↗17  | ↗25  |

Согласно Всероссийской переписи, в 2002 году в деревне проживало 13 человек (8 мужчин и 5 женщин). По данным на 2005 год в деревне проживало 17 человек.

## География
Деревня Чириково расположена в восточной части Троицкого административного округа, на правом берегу реки Мочи примерно в 50 км к юго-юго-западу от центра города Москвы.
Южнее деревни проходит Варшавское шоссе, в 7 км к северо-западу — Калужское шоссе А130, в 6 км к северу — Московское малое кольцо А107, в 8 км к югу — Большое кольцо Московской железной дороги.
К деревне приписано садоводческое товарищество (СНТ). Связана автобусным сообщением с городом Подольском. Ближайшие населённые пункты — деревни Акулово и Товарищево.
В Троицком административном округе есть ещё одна деревня с таким же названием, она входит в состав поселения Краснопахорское и находится в 6,5 км к северу.

## История
В «Списке населённых мест» 1862 года — владельческое сельцо 1-го стана Подольского уезда Московской губернии по правую сторону Московско-Варшавского шоссе, из Подольска в Малоярославец, в 18 верстах от уездного города и 10 верстах от становой квартиры, при реке Моче, с 24 дворами и 230 жителями (106 мужчин, 124 женщины).
По данным на 1899 год — деревня Клёновской волости Подольского уезда с 124 жителями.
В 1913 году — 29 дворов, в деревне усадьба Волковой и дача Простодушевой.
По материалам Всесоюзной переписи населения 1926 года — деревня Акуловского сельсовета Клёновской волости Подольского уезда в 1,1 км от Варшавского шоссе и 9,6 км от платформы Львовская Курской железной дороги, проживало 158 жителей (70 мужчин, 88 женщин), насчитывалось 37 крестьянских хозяйств.
1929—1963, 1965—2012 гг. — населённый пункт в составе Подольского района Московской области.
1963—1965 гг. — в составе Ленинского укрупнённого сельского района Московской области.
С 2012 г. — в составе города Москвы.